# Winchmore Hill (Buckinghamshire)
Winchmore Hill – wieś w Anglii, w hrabstwie Buckinghamshire. Leży 22,3 km od miasta Aylesbury, 45,7 km od miasta Buckingham i 41,6 km od Londynu. W 2015 miejscowość liczyła 635 mieszkańców.